# Tjäderleksmossen
Tjäderleksmossen este o arie protejată (arie specială de conservare — SAC, sit de importanță comunitară — SCI) din Suedia întinsă pe o suprafață de 330,3 ha, integral pe uscat.

## Localizare
Centrul sitului Tjäderleksmossen este situat la coordonatele 59°53′58″N 18°00′38″E / 59.8994°N 18.0106°E.

## Înființare
Situl Tjäderleksmossen a fost declarat sit de importanță comunitară în iunie 2001 pentru a proteja 1 specie de plante și 1 specie de animale. Situl a fost protejat și ca arie specială de conservare în martie 2011.

## Biodiversitate
Situată în ecoregiunea boreală, aria protejată conține 6 habitate naturale: Taiga vestică, Păduri aluvionare cu Alnus glutinosa și Fraxinus excelsior (Alno-Padion, Alnion incanae, Salicion albae), Păduri caducifoliate de mlaștină fino-scandinave, Mlaștini împădurite, Mlaștini turboase de tranziție și turbării mișcătoare, Păduri fino-scandinave bogate în ierburi cu Picea abies.
La baza desemnării sitului se află mai multe specii protejate:
- plante (1): Buxbaumia viridis
- nevertebrate (1): Xyletinus tremulicola